# بتای زمردی
ماهی بتای زمردی (نام علمی: Betta smaragdina)، که معمولاً به عنوان بتای سبز زمردی، بتای آبی یا فایتر مکونگ شناخته می‌شود (تایلندی: ปลากัดเขียว or ปลากัดอีสาน) گونه‌ای گورامی بومی آسیای جنوب شرقی است. این گونه رنگ‌های سبز و آبی فلس‌های خود را از شکست و تداخل نوری که از کریستال‌های شش ضلعی کمتر از ۰٫۵ میکرومتر ایجاد می‌شود به دست می‌آورد. بتای زمردی در تجارت آکواریوم بعضاً یافت می‌شود.

## توزیع
این ماهی بومی تایلند و لائوس و در حوضه رودخانه‌های مکونگ و چائو فرایا همچین به‌طور معمول در رودخانه مون و رودخانه چی در منطقه ایسان کشور تایلند یافت می‌شود.

## در آکواریوم
این گونه اغلب توسط علاقمندان بتا نگهداری می‌شود اما به ندرت در تجارت آکواریوم موجود است.